# Islândia nos Jogos Olímpicos de Verão de 2012
A Islândia competiu nos Jogos Olímpicos de Verão de 2012, que aconteceram na cidade de Londres, no Reino Unido, de 27 de julho até 12 de agosto de 2012.

## Desempenho

### Atletismo
Os atletas da Islândia até agora alcançaram índices de classificação nos seguintes eventos (máximo de três atletas por índice A e um por índice B):
Eventos com um atleta classificado por índice B:
- Arremesso de dardo masculino
- Arremesso de dardo feminino

### Natação
Masculino
| Atletas            | Evento       | Eliminatórias | Eliminatórias | Semifinal   | Semifinal   | Final       | Final       |
| Atletas            | Evento       | Tempo         | Posição       | Tempo       | Posição     | Tempo       | Posição     |
| ------------------ | ------------ | ------------- | ------------- | ----------- | ----------- | ----------- | ----------- |
| Arni Mar Arnason   | 50 m livre   | 22s81         | 31º           | Não avançou | Não avançou | Não avançou | Não avançou |
| Anton Sveinn McKee | 400 m medley | 4min25s06     | 31º           |             |             | Não avançou | Não avançou |

Feminino
| Atletas                   | Evento          | Eliminatórias | Eliminatórias | Semifinal   | Semifinal   | Final       | Final       |
| Atletas                   | Evento          | Tempo         | Posição       | Tempo       | Posição     | Tempo       | Posição     |
| ------------------------- | --------------- | ------------- | ------------- | ----------- | ----------- | ----------- | ----------- |
| Eyglo Osk Gustafsdottir   | 100 m costas    | 1min02s40     | 32º           | Não avançou | Não avançou | Não avançou | Não avançou |
| Eyglo Osk Gustafsdottir   | 200 m costas    | 2min11s31     | 20º           | Não avançou | Não avançou | Não avançou | Não avançou |
| Hrafnhildur Luthersdottir | 200 m peito     | 2min29s60     | 28º           | Não avançou | Não avançou | Não avançou | Não avançou |
| Sarah Blake Bateman       | 100 m borboleta | 59s87         | 32º           | Não avançou | Não avançou | Não avançou | Não avançou |
| Eyglo Osk Gustafsdottir   | 200 m medley    | 2min16s81     | 28º           | Não avançou | Não avançou | Não avançou | Não avançou |

### Tiro
Masculino
| Atleta               | Evento                | Qualificação | Qualificação | Final       | Final       | Posição |
| Atleta               | Evento                | Placar       | Posição      | Placar      | Total       | Posição |
| -------------------- | --------------------- | ------------ | ------------ | ----------- | ----------- | ------- |
| Ásgeir Sigurgeirsson | Pistola de ar de 10 m | 580          | 14º          | Não avançou | Não avançou | 14º     |
| Ásgeir Sigurgeirsson | Pistola livre 50 m    | 544          | 32º          | Não avançou | Não avançou | 32º     |